# Batarà luctuós
El batarà luctuós (Sakesphorus luctuosus) és una espècie d'ocell de la família dels tamnofílids (Thamnophilidae).

## Hàbitat i distribució
Viu als matolls de ribera de l'Amazònia i centre del Brasil.